# 유루리시마섬
유루리시마섬(ユルリ島)은 일본 홋카이도 네무로 지청 네무로시의 섬이다.

## 지리
북위 43도 12분, 동경 145도 35분에 위치해 있는 무인도이다. 북쪽으로는 모리유리섬이 위치해 있으며 오호츠크해에 위치한다. 바닷새의 서식지로 조류 보호 구역이다.

## 같이 보기
- 네무로시
- 홋카이도
- 네무로 지청
- 모리유리섬